# Perry Kitchen
Perry Kitchen est un joueur international américain de soccer né le 29 février 1992 à Indianapolis. Il joue au poste de milieu défensif.

## Biographie
À la suite de son titre NCAA en 2010, Perry Kitchen réalise un essai en Belgique avec le RSC Anderlecht. Il signe finalement un contrat Génération Adidas avec la MLS et est repêché en 3e position par le D.C. United pendant le MLS SuperDraft 2011.
Le 9 mars 2016, il rejoint Hearts.
Le 6 juillet 2017, il rejoint le Randers FC.
Le 9 janvier 2018, Kitchen retrouve la MLS et intègre le Galaxy de Los Angeles.
À l'issue de la saison 2022 à laquelle il n'a pris part à aucune rencontre en raison de douleurs au dos, il annonce sa retraite sportive le 26 octobre 2022.

## Palmarès
Zips d'Akron
- Champion NCAA en 2010

 D.C. United
- Vainqueur de la Coupe des États-Unis en 2013